# Tasmaniosoma bruniense
Tasmaniosoma bruniense (лат.) — вид двупарноногих многоножек из семейства Dalodesmidae отряда  многосвязов (Polydesmida). Эндемик Тасмании (Австралия). Встречаются на (остров Бруни) около юго-восточного побережья острова.

## Описание
Длина самок 13 мм (самцы — 14 мм), ширина около 2 мм. Коричневые. Обитают в подстилочном слое эвкалиптового леса. Тело состоит из 19 сегментов (у ювенильных особей меньше). Метатергиты без туберкул. Тергиты в средней части тела примерно вдвое шире своей длины. Дорсальная бороздка отсутствует. Голова крупная и округлая; глаз нет. Телоподы выглядят как обычные ноги. От близкого вида Tasmaniosoma warra, с которым вероятно симпатричен, отличается строением гениталий, наличием мелких округлых заднебоковых зубцов на паранотах и зубцами на задних краях метатергитов. Впервые вид был описан в 2010 году австралийским зоологом  Робертом Месибовым (Robert Mesibov, Queen Victoria Museum and Art Gallery, Лонсестон, Тасмания, Австралия) и назван по имени острова Бруни (Bruny Island), где обнаружена типовая серия.